# Međunarodna Paneuropska unija
Međunarodna Paneuropska unija, također i Paneuropski pokret,  najstariji je pokret za ujedinjenjem Europe koji je 1922. godine pokrenuo grof Richard von Coudenhove-Kalergi. On je analizirao prilike u svjetskoj politici nakon Prvoga svjetskog rata i zauzeo se za ujedinjenje Europe. Vjerovao je da je ujedinjena Europa jedini put kojim se može spriječiti nastanak novog rata na njenu tlu i očuvati njena povijesna uloga među sve snažnijim izvaneuropskim silama.
Paneuropska unija je od početka bila antikomunistički orijentirana; nakon širenja fašističkih i nacističkih ideja Richard von Coudenhove-Kalergi odbija mogućnost suradnje u ujedinjenju Europe kako ga misli provesti Adolf Hitler - zato mora iz Austrije emigrirati u Francusku, a nakon toga i u Sjedinjene Američke Države.  
Krajem Drugoga svjetskog rata, pokret je nastavio snažno djelovati, zahtijevajući osnivanje europske skupštine, u koju će ulaziti zastupnici u nacionalnim parlamentima. Za razliku od drugih sličnih pokreta, Paneuropska unija se zalagala za ujedinjenje cijele Europe (u kojoj međutim nema mjesta za totalitarne režime), a protiv zatvaranja u klub bogatih zapadnoeuropskih zemalja.
U povijesnom govoru gdje se Winston Churchill 1946. godine založio za "Sjedinjene Europske Države", izrijekom se i uz najveće pohvale spominje Richarda von Coudenhove-Kalergija i rad Paneuropske unije.
Zahvaljujući radu Paneuropske unije, 1947. godine nastaje Europska parlamentarna unija - nominalno privatna organizacija sastavljena od članova parlamenata različitih zemalja, koja je promicala ideju zajedničkoga europskoga tržišta, i bliske međunarodne suradnje demokratskih europskih zemalja - koja predstavlja preteču Vijeća Europe osnovanoga 1950. godine. Vijeće Europe je 1950.-ih godina osnovano na onakvim načelima i onakvim ciljevima kakve je između dva svjetska rata bila zacrtala Paneuropska unija; to vrijedi osobito za (Europsku) Konvenciju za zaštitu ljudskih prava i temeljnih sloboda iz 1950.-te godine, do danas temeljni akt na kojemu počivaju europske asocijacije.
Osim jedinstva Europe, Paneuropska unija promiče poštovanje načela supsidijarnosti, a pod krilaticom "grčka mudrost, rimsko pravo i kršćanska vjera" obuhvaća tri temeljne odrednice zajedničkoga europskoga identiteta, u kojem su podjednako sudjelovali grčka filozofija, rimska pravna stečevina i kršćanski humanizam. Panueropska unija se zalaže za Europu kao jedinstveni prostor utemeljen na pravu naroda na samoodređenje, pravu narodnosnih skupina na slobodan razvoj i na ljudskim pravima svakog pojedinca; te kao prostor koji obuhvaća zemlje zajedničkog europskog naslijeđa do granica do kojih se poštuju sloboda i demokracija. Posebnu pozornost obraća na socijalni nauk, otvorenost svijetu i zaštitu okoliša.
Predsjednici Paneuropske Unije:
1922. – 1973. Richard von Coudenhove-Kalergi, osnivač i prvi predsjednik
1973. – 2004. Otto von Habsburg, počasni predsjednik
2004. - danas Alain Terrenoire, trenutni predsjednik

## Hrvatska Paneuropska Unija (HPEU)
Hrvati u iseljeništvu su niz godina djelotvorno sudjelovali u paneuropskome pokretu prije nego što su se stvorili uvjeti da se u Hrvatskoj osnuje nacionalna paneuropska organizacija, koja je osnovana 30. svibnja 1991., ali u najkraćem propisanom roku kao tradicionalno srednjoeuropska i mediteranska zemlja bivše Austro-Ugarske Monarhije prihvaćena u članstvo Paneuropske Unije s naklonošću. Prvih dvanaest godina (1991. – 2003.) predsjednik Hrvatske paneuropske unije bio je akademik Mislav Ježić, nakon njega trinaest godina (2003. – 2016.) prof. dr. Pavo Barišić, sve do trenutka kad u listopadu 2016. preuzima dužnost ministra znanosti i obrazovanja Republike Hrvatske. Trenutno je akademik Ježić sad predsjednik HPEU. HPEU ima vrlo cijenjen i utjecajan položaj u međunarodnoj Paneuropskoj uniji. Mislav Ježić potpredsjednik je MPEU od 1995., a Pavo Barišić njen glavni tajnik od siječnja 2014. godine.
Ostale članice su aktivno radile u korist priznanja Hrvatske i Slovenije. Djelatnost Hrvatske paneuropske unije nakon osnivanja je usmjerena na slanje obavijesti u Europu i svijet o Hrvatskoj i o ratu protiv Hrvatske. Zatim i na posredovanje u dopremi humanitarne pomoći. HPEU se u suradnji s hrvatskim zastupnicima u Europskome parlamentu posebno zalaže za proširenje Europske unije na zemlje jugoistočne Europe.

## Vanjske poveznice
- Službene stranice međunarodne Paneuropske unije
- Službene stranice Hrvatske paneuropske unije
- Facebook stranica Mladeži Hrvatske paneuropske unije
- International Pan-European Youth on Facebook
- YouTube: najava i izvatci iz filma Otto i Hrvati Vanje Vinkovića